# Diazodinitrofenol
Diazodinitrofenol is een explosieve stof. Ze wordt ook DDNP genoemd, de afkorting van de Engelse naam diazodinitrophenol. Het is een geelbruin poeder. Het is onoplosbaar in water, maar oplosbaar in azijnzuur, aceton en vele niet-polaire oplosmiddelen.

## Bereiding
DDNP werd voor het eerst bereid door Johann Peter Griess in 1858. Hij bekwam DDNP door salpeterig zuur als gas door een oplossing van picraminezuur in alcohol te leiden. J. J. Stenhouse bereidde DDNP in 1868 door kokend salpeterzuur op picraminezuur te gieten.

## Eigenschappen
DDNP detoneert wanneer het door een krachtige impact wordt getroffen of als het wordt verhit tot 180°C. De detonatiesnelheid is 6600 m/s. Als men het ontsteekt brandt het zoals nitrocellulose. Onder water kan het niet detoneren.
De gevoeligheid voor impact is minder groot dan die van  lood(II)azide of kwikfulminaat; de gevoeligheid voor wrijving is veel minder dan die van kwikfulminaat en ongeveer gelijk aan die van lood(II)azide. De explosieve kracht van DDNP is evenwel groter dan beide andere explosieven, zodat er minder nodig is voor hetzelfde effect.

## Toepassing
DDNP wordt gemengd met andere stoffen zoals nitrocellulose, tetraceen en calciumsilicide aangewend in primaire explosieven (primer) voor detonators of loodvrije slaghoedjes van munitie.